# Andhun

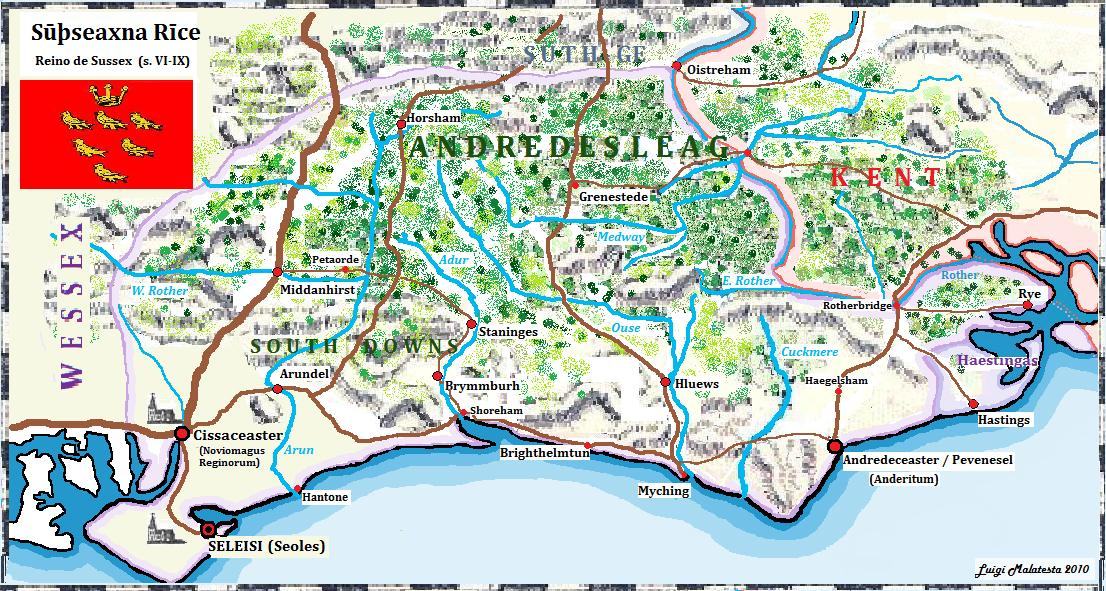
Sussex in angelsächsischer Zeit

Andhun (auch Aldhun; † vor 686) war in den 680er Jahren Herrscher des  angelsächsischen Königreiches Sussex.

## Leben
Um 682 überfiel Caedwalla, ein verbannter Angehöriger des Königshauses von Wessex, mit seinem Heer Sussex. König Æthelwalh fiel während der Kämpfe und Sussex wurde geplündert. Den Kampf gegen die Eroberer aus Wessex setzten daraufhin Æthelwalhs Nachfolger, die Ealdormen Berthun und Andhun, fort. Sie konnten Caedwalla zunächst vertreiben und herrschten gemeinsam über Sussex. Vermutlich beherrschte Andhun Ostsussex, während Berthun in Westsussex regierte. Andhuns weiteres Leben ist unbekannt.